# Acte de fe de la inquisició
Acte de fe de la inquisició (també anomenat Tribunal de la inquisició) és un oli sobre taula de petit format que va pintar Francisco de Goya entre 1812 i 1819 i que representa un acte de fe, o acusació per delictes contra la religió catòlica, del tribunal de la Inquisició espanyola que se celebra a l'interior d'una església. Diversos reus encuirats i en actitud submisa són sotmesos a un procés davant de la presència de nombrós públic. L'obra va pertànyer a Manuel García de la Prada, i actualment es troba a la Reial Acadèmia de Belles Arts de San Fernando de Madrid.

## Anàlisi del quadre
El quadre pertany a una sèrie en la qual figuren Corrida de toros, Casa de bojos i Processó de deixuplinants. Es tracta d'un conjunt que representa alguns dels aspectes més terribles de la realitat espanyola de començaments del segle xix. Tots ells reflecteixen motius de costums que la il·lustració i les idees liberals (a les quals per aquesta època s'adscrivia Goya) pretenien reformar, encara que trobaven l'oposició de la política absolutista de Ferran VII d'Espanya.
Un dels trets que defineixen aquesta sèrie és la presència de la crueltat, ja que els imputats poden acabar condemnats a mort en la foguera, com podrien indicar, simbòlicament, les flames pintades en les seves coroces.
Tots els personatges en primer terme apareixen individualitzats, ben caracteritzats en l'acompliment del seu paper, mentre que el fons l'ocupa una massa anònima enquadrada per una arquitectura gòtica i una atmosfera claustrofòbica.
Quant a la composició, Goya divideix la taula en dues zones de llum contrastades. D'una banda, la dels processats i els inquisidors, que se situen en primer terme. En penombra, al fons, la multitud que assisteix a l'acte de fe està desdibuixada, el que la presenta com un tot informe.